# Alexander Tilloch Galt
Alexander Tilloch Galt (ur. 6 września 1817, zm. 19 września 1893) – kanadyjski polityk II poł. XIX wieku. Był uczestnikiem konferencji w Charlottetown i w Quebecu. Zaliczany jest do grona Ojców Konfederacji. Galt był jednym z najbardziej wpływowych polityków swoich czasów. W czasie konferencji konfederacyjnych zajmował się sprawami gospodarczymi. Był także zaangażowany w obronę praw mniejszości religijnych.
Galt, urodzony w Anglii, pierwszy raz pojawił się w Kanadzie w 1828 wraz z ojcem – Johnem Galtem, założycielem kompanii osiedleńczej Canada Company. Po raz drugi przyjechał do Kanady, tym razem już na stałe, gdy jego niestrudzony ojciec organizował kolejne przedsięwzięcie, tym razem kompanię osadniczą British American Land Company, która administrowała obszarem 800 tysięcy akrów gruntów w okolicach miejscowości Sherbrooke. Podstawowym celem kompanii była intensyfikacja anglosaskiego osadnictwa w Dolnej Kanadzie, zdominowanej przez frankofonów. W 1835 osiemnastoletni Alexander zatrudnił się jako urzędnik w zarządzie kompanii. Szybko awansując, w 1844 został komisarzem kompanii. Ta ważna funkcja stała się dla niego przepustką do życia politycznego.
Początki politycznej kariery Galta wiązały się z przynależnością do radykalnej partii rouge, z czasem jednak skierował się on na prawą stronę sceny politycznej, stając się bliskim współpracownikiem Johna Macdonalda i George-Étienne Cartiera, wchodząc w 1858 do ich rządu jako minister finansów. Uznaje się go za autora idei Konfederacji. W 1858 to on skłonił swych konserwatywnych przyjaciół do rozpoczęcia starań konfederacyjnych. Tego samego roku wraz z George-Étienne Cartierem i Johnem Rossem udał się do Londynu w celu przedstawienia królowej Wiktorii propozycji konfederacji.
Po sformułowaniu kolejnego konserwatywnego rządu Macdonalda-Taché Galt stanął na czele komisji restrukturalizacji kolonii. Opracowano wtedy założenia konfederacji, które później stały się podstawą dyskusji na konferencjach w Charlottetown i Quebecu, których Galt był jednym z najaktywniejszych uczestników.
W pierwszym rządzie suwerennej Kanady Macdonalda został ministrem finansów. Zmuszono go do rezygnacji z funkcji po głośnej upadłości Commercial Bank of Kingston. Po roku 1872 zrezygnował z aktywnego życia politycznego, wycofując się w zacisze życia domowego. Zmarł w 1893 w Montrealu.